# Centro canadese per documenti epigrafici

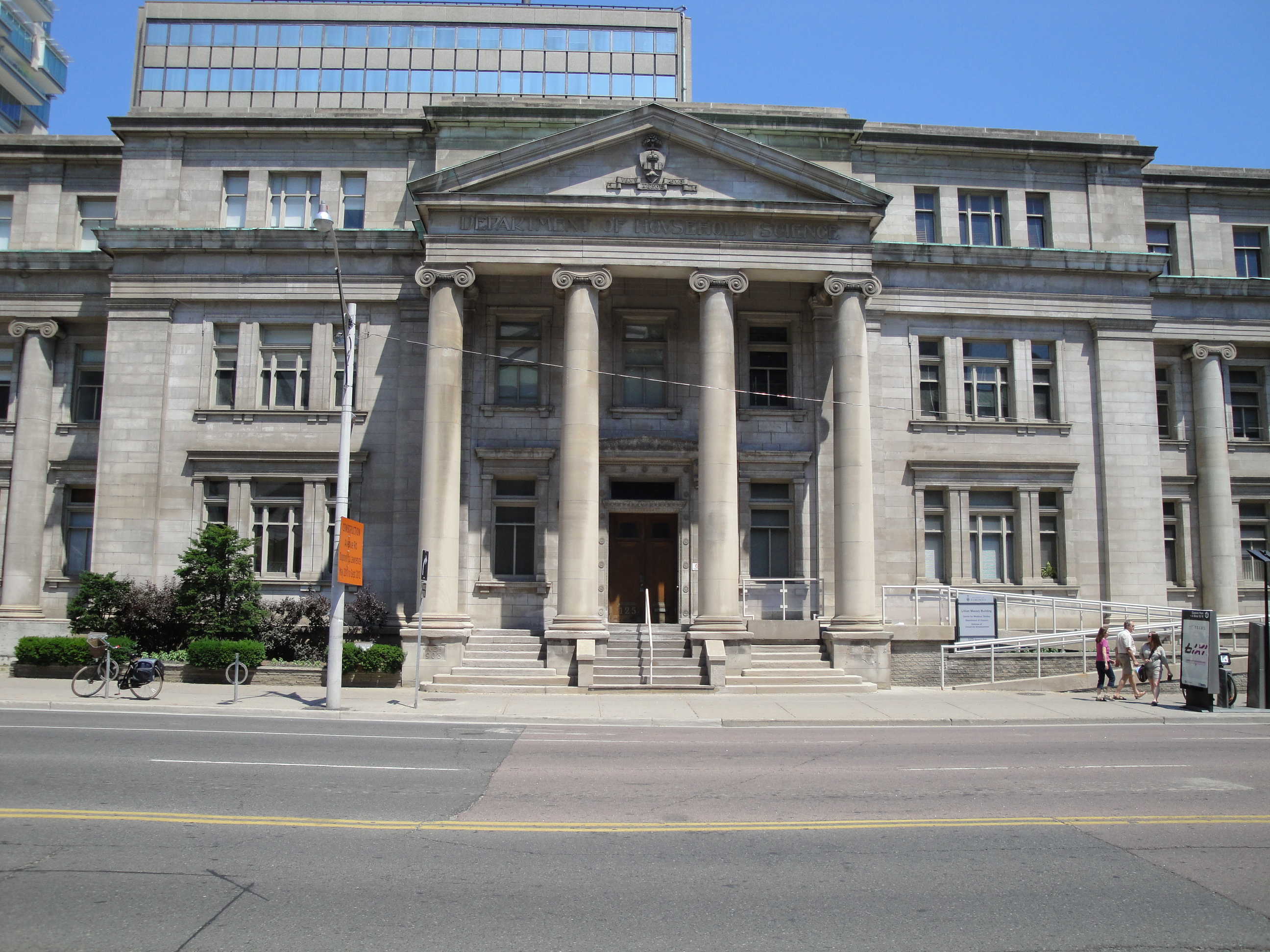
L'edificio Lillian Massey, Dipartimento di filologia classica, Università di Toronto

Il Centro canadese per documenti epigrafici (in sigla: CCED) è stato fondato nel febbraio 2010 ed ha sede presso l'edificio Lilian Massey al numero 125 Queen's Park, stanza 122C, Dipartamento di filologia classica.
Il CCED è una organizzazione non-profit, che è stata fondata per archiviare, catalogare e digitalizzare materiale epigrafico. Le immagini digitalizzate vengono collocate online, permettendo gli studenti un facile accesso a questi documenti. Il sito internet del CCED è tradotto in diverse lingue: inglese, francese, tedesco, latino e cinese, sia nella versione tradizionale che simplificata.
Tra le più grandi raccolte del Nord America, il centro possiede più di 3000 calchi epigrafici. Alcuni dei calchi epigrafici, sono le uniche versioni esistenti di iscrizioni già deteriorate o persi. La maggior parte dei calchi della collezione del CCED, sono iscrizioni greche risalenti dal VII. secolo a.C. fino al IV. secolo d.C..